# Rodano
Rodano is een gemeente in de Italiaanse metropolitane stad Milaan (regio Lombardije) en telt 4270 inwoners (31-12-2004). De oppervlakte bedraagt 12,9 km², de bevolkingsdichtheid is 358 inwoners per km².
De volgende frazioni maken deel uit van de gemeente: Rodano, Lucino, Millepini, Cassignanica, Pobbiano.

## Demografie
Rodano telt ongeveer 1614 huishoudens. Het aantal inwoners daalde in de periode 1991-2001 met 5,1% volgens cijfers uit de tienjaarlijkse volkstellingen van ISTAT.
| Jaar | Inwoneraantal |
| ---- | ------------- |
| 1991 | 4558          |
| 2001 | 4325          |

## Geografie
De gemeente ligt op ongeveer 120 m boven zeeniveau.
Rodano grenst aan de volgende gemeenten: Cernusco sul Naviglio, Pioltello, Vignate, Settala, Peschiera Borromeo, Pantigliate.